# 호루라기

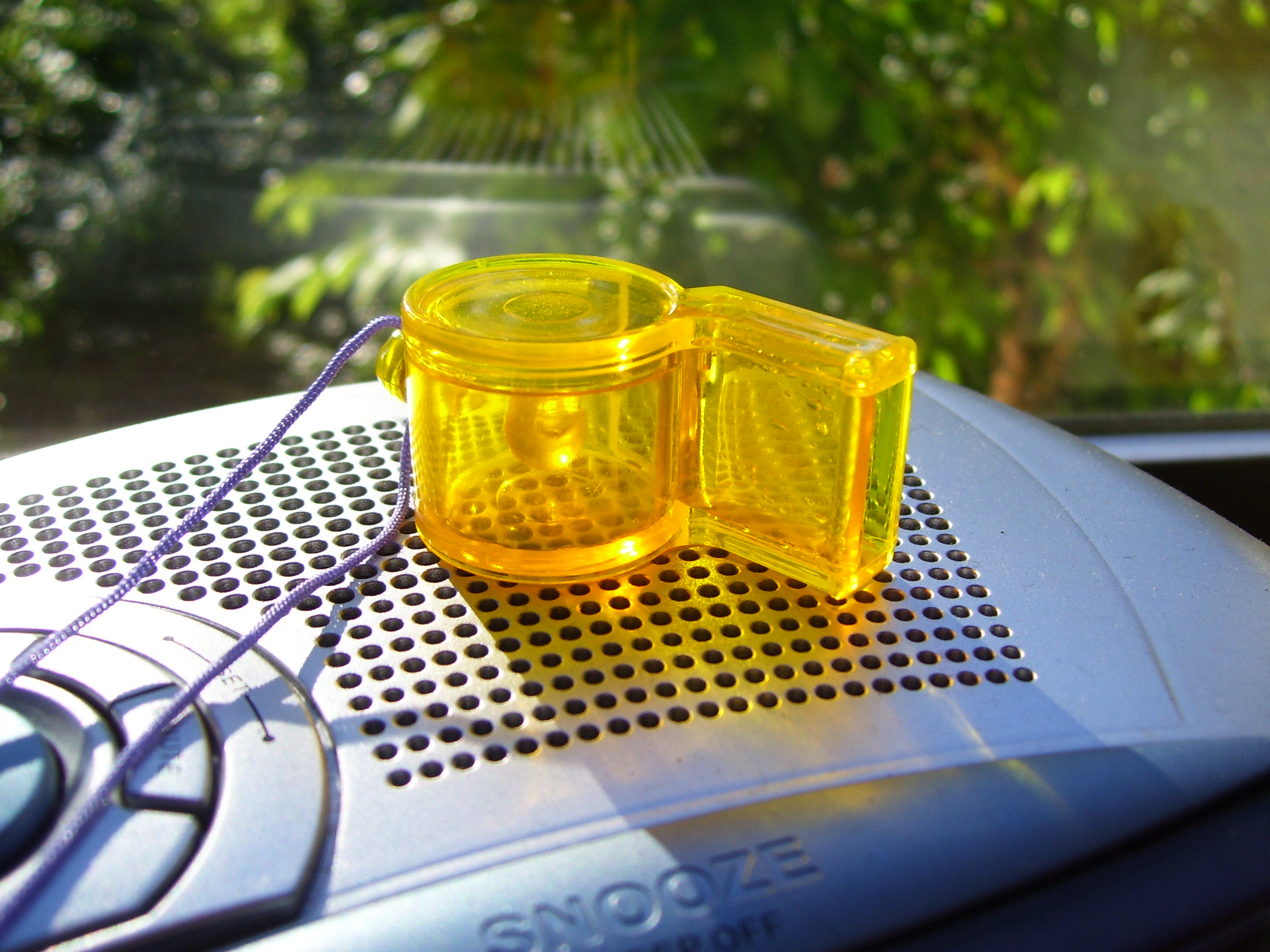
투명한 노란색 호루라기의 모습.

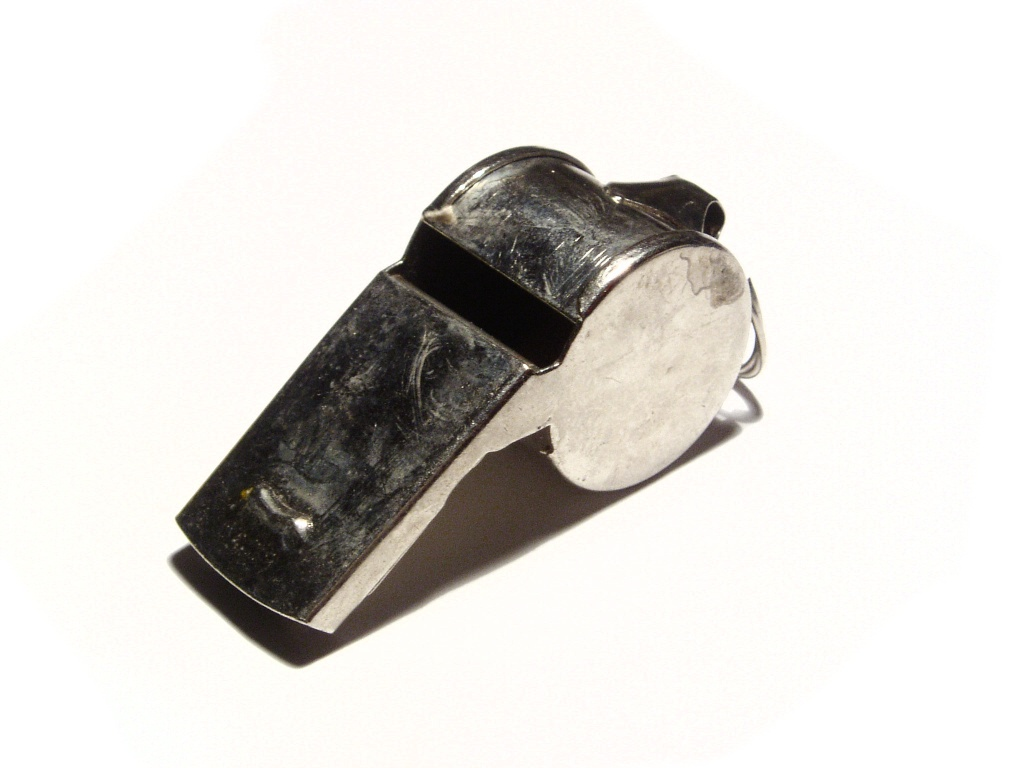
금속 호루라기의 모습.

호루라기는 불어서 소리를 내는 도구이다. 한자로는 호각(號角)이라고 한다. 옛날엔 뿔, 나무등으로 만들었으나, 요즘에는 금속 따위로 만든다.

## 용도
보통 '내가 여기에 있습니다.'를 말하기 위해 분다.
경찰이 범죄자를 쫓을 때, 물에 빠졌을 때 등에서 사용된다.